# Guardiola de Font-rubí
Guardiola de Font-rubí és el cap del terme municipal de Font-rubí, essent-ne el poble més habitat, amb 510 habitants l'any 2023. Està situat en un petit tossal de 331 metres d'altitud.
Ja l'any 1201 s'esmenta un Berenguer de Guardiola com a signant d'una concòrdia amb l'abat de Sant Cugat per un mas que tenia al lloc de Ginamballes, de la parròquia de Sant Vicenç de Morrocurt. L'origen de Guardiola és, doncs, anterior al segle xiii. Probablement devia ser una torre de Guaita, al costat de la carrerada de la Segarra, a prop de l'antic lloc de la Maçana.
La festa major del poble se celebra el 15 d'agost. Se celebren també la festa major petita de Sant Vicenç (22 de gener) i la festa de Sant Isidre (15 de maig), patró de la pagesia.